# Roman Bürki
Roman Bürki, född 14 november 1990 i Münsingen, är en schweizisk fotbollsmålvakt som spelar för Major League Soccer-klubben St. Louis City SC.

## Klubbkarriär
Den 16 mars 2022 värvades Bürki av amerikanska St. Louis City SC inför deras första säsong i Major League Soccer 2023. Han skrev på ett kontrakt fram till 2025.

## Landslagskarriär
Bürki var med i Schweiz trupp vid fotbolls-VM 2018.